# Marianne Simson
Marianne Lena Elisabeth Clara Simson (* 29. Juli 1920 in Berlin; † 15. Juli 1992 in Füssen) war eine deutsche Schauspielerin.

## Leben
Marianne Simson wurde 1920 in Berlin als Tochter des Versicherungsangestellten John Eduard Simson (1885–1945) und seiner Frau Frida, geb. Kühl (1888–1979) geboren. Sie ist die Schwester des Wolfsburger Bürgermeisters Helmut Simson (1916–2013). 1935 trat sie dem „Bund Deutscher Mädel“ (BDM) bei. Sie erhielt eine Ausbildung im Klassischen Tanz bei Victor Gsovsky und wurde 1935 Tänzerin am Nollendorftheater in Berlin. 1936 wurde sie Tänzerin am Deutschen Opernhaus in Berlin und 1939 am Staatstheater unter Gustaf Gründgens.
Im selben Jahr verkörperte sie das Schneewittchen in dem Film Schneewittchen und die sieben Zwerge. Ihre bekannteste Rolle dürfte die der Frau im Mond in Münchhausen (1943) sein. Sie stand 1944 in der Gottbegnadeten-Liste des Reichsministeriums für Volksaufklärung und Propaganda.
1943 stellte Simson einen Antrag auf Mitgliedschaft in der NSDAP, der aber wegen einer Aufnahmesperre abgelehnt wurde. Im Juli 1944 zeigte sie Fritz Goes, einen damaligen Major der Wehrmacht, bei der Gestapo an, da er sich in ihrer Gegenwart positiv zum Attentat auf Hitler geäußert hatte. Goes wurde anschließend drei Monate lang in der Gestapo-Haft misshandelt. In der Vernehmung durch den SS-Obersturmbannführer Karl Radl (Adjutant von Otto Skorzeny) und in der Gerichtsverhandlung vor einem Sondergericht des Heeres hielt sie an ihrer Aussage fest, die aber als unglaubwürdig bewertet wurde: Aussagen u. a. von Victor de Kowa, Anneliese Uhlig, dem Filmproduzenten Herbert Engelsing und General Jesco von Puttkamer sorgten für den Freispruch des Angeklagten. Simson beschwerte sich in der Folge noch bei Joseph Goebbels, dass ihrer Denunziation nicht geglaubt wurde.
Im Mai 1945 wurde Marianne Simson zusammen mit ihren Eltern unter dem Vorwurf, Mitarbeiter der Gestapo zu sein, durch die Operative Gruppe des NKWD Charlottenburg festgenommen und in das Speziallager Ketschendorf gebracht. Dort starb im Juli 1945 ihr Vater. Im Januar 1947 kam sie in das Speziallager Jamlitz und im April 1947 in das Speziallager Nr. 1 Mühlberg. 1948 wurde sie in das Speziallager Nr. 2 Buchenwald verlegt. 1950 wurde sie im Rahmen der Waldheimer Prozesse zu acht Jahren Zuchthaus verurteilt. 1952 wurde sie im Zuge einer allgemeinen Amnestie vorzeitig entlassen. Sie übersiedelte in die Bundesrepublik, wo ihr Antrag auf Lastenausgleich für ihre Zeit in der Gefangenschaft von den Gerichten (nach der Aussage von Fritz Goes) abgelehnt wurde.
1953 erhielt Marianne Simson ein Engagement an der Württembergischen Landesbühne Esslingen und am Theater „Die Insel“ in Karlsruhe. Später spielte sie noch in Oldenburg und als Gast im Stadttheater Konstanz. 1971 wurde sie Leiterin des Projektes „Freiwilliges Soziales Jahr“ im Paritätischen Wohlfahrtsverband Schwaben-Allgäu.
Marianne Simson war mit dem Intendanten Wilhelm List-Diehl (1915–1992) verheiratet und starb 1992 in Füssen im Allgäu.

## Filmografie
- 1935: Friesennot
- 1938: Das Verlegenheitskind
- 1939: Mann für Mann
- 1939: Schneewittchen und die sieben Zwerge
- 1939: Zentrale Rio
- 1939/41: Pedro soll hängen
- 1940: Zwei Welten
- 1941: Die schwedische Nachtigall
- 1942: Zwei in einer großen Stadt
- 1942: Andreas Schlüter
- 1943: Münchhausen
- 1943: Das Bad auf der Tenne
- 1943: Ein glücklicher Mensch
- 1944: Familie Buchholz
- 1944: Neigungsehe
- 1944/48: Eine alltägliche Geschichte
- 1945: Dr. phil. Döderlein (unvollendet)
- 1955: Die Galerie der großen Detektive (Fernsehserie)
- 1956: Das lange Weihnachtsmahl (TV)